# 壱弥ゆう
壱弥 ゆう（いちや ゆう、5月3日 - ）は、OSK日本歌劇団の男役スター。新潟県糸魚川市出身。AB型 

## 略歴
- 2013年、OSK日本歌劇団研修所入学。91期生。同期に朔矢しゅう(OG)ら。
- 2014年9月、先斗町歌舞練場／三越劇場／大丸心斎橋劇場で上演された『桜NIPPON踊るOSK 2014』に、舞台実習生として出演。
- 2015年4月、OSK日本歌劇団入団。同月の大阪ドーンセンター『狸御殿 ―HARU RANMAN－』で劇団員としての初舞台を踏む [2]。
- 2019年、DAIHATSU心斎橋角座『PRECIOUS STONES』で、劇場公演初主演。

## 主な舞台
研修生時代
2014年
- 9月、先斗町歌舞練場・三越劇場・大丸心斎橋劇場『桜NIPPON 踊るOSK 2014　華綾とり／炎舞（カルメンより）』

入団後
2015年
- 4月、大阪ドーンセンター『狸御殿 ―HARU RANMAN－』
- 6月、大阪松竹座『レビュー春のおどり　道頓堀開削400年「浪花今昔門出賑」／Stormy Weather』
- 9・11月、大丸心斎橋劇場・上田市交流文化芸術センター『紅に燃ゆる ～真田幸村 紅蓮の奏乱～』
- 10-11月、たけふ菊人形『紅に燃ゆる ～真田幸村物語（たけふ菊人形スペシャルバージョン）～』
- 11月、京都南座『OSKレビュー in Kyoto　浪花今昔門出賑／Stormy Weather』

2016年
- 1-3月、セントラファエロ教会『OSK Revue Cafe　Bonjour!!』
- 3月、大阪ビジネスパーク円形ホール『狸御殿 ―HARU RANMAN―  狸吉郎勝舞編』
- 5月、大阪松竹座『レビュー春のおどり　花の夢 恋は満開／Take the beat!』
- 6月、セントラファエロ教会『PRECIOUS STONES in OSK Revue Cafe』
- 7月、新橋演舞場『レビュー夏のおどり　花の夢 恋は満開／Take the beat!』
- 8・9月、近鉄アート館・三越劇場『CRYSTAL PASSION 2016 ～情熱の結晶～　Higher ～空へ～／BLACK AND GOLD』- Fresh=清爽 役
- 11月、レストランローズガーデン『OSK Revue Cafe　LUMIERE SPLENDIDE』
- 12月、レストランローズガーデン『OSK Revue Cafe　Sweet Alyssum』

2017年
- 1・2月、近鉄アート館・銀座博品館劇場『真・桃太郎伝説「鬼ノ城～蒼煉の乱～」』 - 弥彦 役[3]
- 4月、近鉄アート館『Precious Stones　GOLDEN SAPPHIRE ～ゴールデンサファイア～』
- 5月、セントラファエロ教会『OSK Revue Cafe「イロトリドリ」』
- 7月、神戸三宮シアター・エートー『HIDEAWAY～ハイダウェイ～』
- 11月、近鉄アート館『Dracula ドラキュラ』

2018年
- 1-3月、DAIHATSU MOVE 道頓堀角座『PRECIOUS STONES　Destination』
- 5月、大阪松竹座『レビュー春のおどり　桜ごよみ 夢草紙／One Step to Tomorrow!』
- 7月、新橋演舞場『レビュー夏のおどり　桜ごよみ 夢草紙／One Step to Tomorrow!』
- 8月、セントラファエロ教会『OSK Revue Cafe』
- 9-11月、たけふ菊人形『GERSHWIN NIGHT』
- 12月、近鉄アート館『円卓の騎士』

2019年
- 1月、銀座博品館劇場『円卓の騎士』
- 3・4月、新橋演舞場・大阪松竹座『レビュー春のおどり　春爛漫桐生祝祭／STORM of APPLAUSE』
- 5-6月、DAIHATSU 心斎橋角座『REVUE JAPAN～GEISHA & SAMURAI～』
- 7月、京都南座『OSK SAKURA REVUE　歌劇 海神別荘／STORM of APPLAUSE』
- 11月、DAIHATSU 心斎橋角座『PRECIOUS STONES』 ＊主演 [4]
- 12-2020年2月、DAIHATSU 心斎橋角座『REVUE JAPAN～GEISHA & SAMURAI～』

2020年
- 4月、DAIHATSU 心斎橋角座『PRECIOUS STONES』 （公演中止）＊主演 [5]
- 11月、大阪松竹座『OSKだよ全員集合！Memorial Show & Premium Talk』

2021年 
- 6・8月、大阪松竹座・新橋演舞場『レビュー夏のおどり「STARt」』（6/12～13、19～20公演中止）

2022年
- 1月、大阪松竹座『劇団創立１００周年記念式典』
- 2・3月、大阪松竹座・新橋演舞場『OSK日本歌劇団創立100周年記念公演「レビュー春のおどり」　光／INFINITY』（2/5～13 公演中止）
- 7月、京都南座『2022年劇団創立100周年記念「レビューin Kyoto」　ミュージカルロマン 陰陽師／INFINITY』[6]
- 9月、大阪市中央公会堂大集会室『OSK日本歌劇団創立100周年記念コンサート』
- 11月、近鉄アート館『OSK日本歌劇団創立100周年記念公演「五右衛門」』 - 石田三成 役[7]

2023年
- 2月、大阪松竹座・新橋演舞場『レビュー春のおどり　ミュージカル・アクト「レ・フェスティバル」／未来への扉～Go to the future～』
- 8月、近鉄アート館『へぼ侍～西南戦争物語～』 - 犬養仙次郎・井上 役 [8][9]
- 11月、京都南座『レビュー in Kyoto Go to the future～京都から未来へ～』[10]

2024年
- 1・2月、扇町ミュージアムキューブ・銀座博品館劇場『へぼ侍～西南戦争物語～』 - 犬養仙次郎・井上 役 [11]
- 2月、越前市文化センター『翼和希コンサート in 越前市』[12]
- 2月、浅草花劇場『翼和希コンサート in 浅草』[13]
- 2月、ベッセルおおち『翼和希コンサート in 東かがわ市』[14]
- 3月、益子町民会館『翼和希コンサート in 益子町』[15]
- 4月、大阪松竹座『レビュー春のおどり 春楊桜錦絵／BAILA BAILA BAILA』 [16][17]
- 7月、京都南座『レビュー in Kyoto BAILA BAILA BAILA 南座バージョン』 [18]
- 8月、新橋演舞場『レビュー 夏のおどり　春楊桜錦絵／BAILA BAILA BAILA』[19]

2025年
- 2月、近鉄アート館・銀座博品館劇場『ミュージカル「ドラキュラ」』 - ジョン役[20]
- 6月、大阪松竹座『レビュー 春のおどり　翔〜Fly High〜／The Legendary!』[21]
- 8月、新橋演舞場『レビュー 夏のおどり　翔〜Fly High〜／The Legendary!』[22]
- 9月、COOL JAPAN PARK OSAKA『EXPO2025!! REVUE OSAKA』[23]

2026年
- 1 - 3月、銀座博品館劇場・ナレッジシアター・メニコンシアターAoi・adsホール『梅雨将軍信長』

### OSK Revue Cafe in Brooklyn Parlor OSAKA
2020年
- 8-10月、『ShortLive（無観客ライブ配信）』
- 10月、『PRECIOUS STONES』 ＊主演

2021年
- 1-3月、『Every Little Star (ELS)』[24]
- 9月、『DIAMOND GUYS』

2022年
- 5月、『（新PS）PRECIOUS STONES 壱弥ゆう』 ＊主演
- 8・12月、『壱弥ゆう Special LIVE』（8/28～9/4 公演中止）

2023年
- 9-10・12月、『翼和希 Special LIVE』

2024年
- 10-12月、『SPECIAL LIVE（壱弥・琴海SL）』 [25]

2025年
- 4 - 5月、『ダンディII』

### イベント・その他
- 「wakupaku Live Kitchen（壱弥ゆう・唯城ありす）」（2023年9月22日、なんばパークス）[26]
- 第23回 わが心の大阪メロディー（2023年10月31日、NHK総合）[27]
- なんば広場メインステージ「道頓堀川面舞台2023」（2023年11月25日）[28]
- 土スタ～『ブギウギ』特集 in大阪（2023年11月4日、NHK）※番組中の東京ブギウギ歌唱で踊りで出演[29]
- 「ニコニコ超会議2024」超松竹ラボ（2024年4月27日、幕張メッセ）[30][31]